# もふもふモフモフ
『もふもふモフモフ』は、NHK総合テレビジョンで2015年12月から現在まで不定期に放送され、2018年4月12日から2019年3月14日までレギュラー放送されていた動物バラエティ番組である。レギュラー放送後も不定期に特番が放送されていた。
関連番組としてNHK BSプレミアム、BS4K放送の『一度は行ってみたい！もふもふ温泉』がある。

## 概要
「もふもふ」なかわいい動物たちの姿を、様々なコーナーにより紹介する番組。
ナレーションは不定期特番の頃から一貫して堤真一が担当している。
2015年12月30日にNHK BSプレミアムにて放送された『ネコもワンコも大集合 年末はこれでモフモフ！スペシャル』を前身とする番組を経て、2017年11月25日に単発特番として第1弾を放送した。以降、2018年4月11日まで不定期で特番が放送され、4月12日から2019年3月14日まで週1回のレギュラー番組として放送が行われた。レギュラー放送後も不定期に特番が放送されていた。
「もふもふモフモフ」は犬や猫をはじめ、ウサギ、ハムスター、オウムなど、“もふもふ感”に溢れるペットの愛らしい可愛らしい姿を紹介するという癒し番組だが、番組の最大の魅力は、俳優・堤真一によるユーモアたっぷりのハジけたナレーションである。

## 出演者

### レギュラー
- 堤真一（声の案内人、吹き替え）

### 不定期
- 石川怜奈（声の出演）
- 鈴木砂羽